# Gauliga Bayern 1940/41
De Gauliga Bayern 1940/41 was het achtste voetbalkampioenschap van de Gauliga Bayern, officieel nu de Bereichsklasse Bayern. Zoals in vele andere Gauliga's werd aanvankelijk nu ook de Gauliga Bayern opgedeeld in twee regionale reeksen, echter werd hier na vier speeldagen van af gestapt en kwam er opnieuw één reeks. Na acht nederlagen op rij trok TuSpVg 1883 Nürnberg (vorig seizoen was dit FSV Nürnberg) zich terug. De uitslagen van de club werden geschrapt, maar zijn hier voor de volledigheid wel nog weergegeven.
TSV 1860 München werd kampioen en plaatste zich voor de eindronde om de Duitse landstitel, waar de club in de groepsfase uitgeschakeld werd.

## Eindstand
| Plaats | Club                      | Wed. | W  | G | V  | Saldo | Ptn.  |
| ------ | ------------------------- | ---- | -- | - | -- | ----- | ----- |
| 1.     | TSV 1860 München          | 22   | 17 | 1 | 4  | 83:30 | 35:9  |
| 2.     | 1. FC Nürnberg            | 22   | 14 | 3 | 5  | 54:24 | 31:13 |
| 3.     | BC Augsburg               | 22   | 12 | 5 | 5  | 44:32 | 29:15 |
| 4.     | SpVgg Fürth               | 22   | 11 | 5 | 6  | 63:45 | 27:17 |
| 5.     | SSV Jahn Regensburg       | 22   | 11 | 3 | 8  | 45:36 | 25:19 |
| 6.     | BSG WKG Neumeyer Nürnberg | 22   | 9  | 5 | 8  | 44:34 | 23:21 |
| 7.     | 1. FC Schweinfurt 05      | 22   | 8  | 5 | 9  | 38:32 | 21:23 |
| 8.     | FC Bayern München         | 22   | 8  | 4 | 10 | 35:35 | 20:24 |
| 9.     | SSV Schwaben Augsburg     | 22   | 7  | 5 | 10 | 45:51 | 19:25 |
| 10.    | FC Wacker München         | 22   | 6  | 4 | 12 | 35:60 | 16:28 |
| 11.    | VfR 07 Schweinfurt        | 22   | 4  | 3 | 15 | 24:64 | 11:33 |
| 12.    | FC Würzburger Kickers     | 22   | 2  | 3 | 17 | 22:87 | 7:37  |
| 13.    | TuSpV Nürnberg            | 8    | 0  | 0 | 8  | 3:33  | 0:16  |

|  | Kampioen, geplaatst voor nationale eindronde |
|  | Degradatie naar Bezirksliga                  |

## Promotie-eindronde

### Groep Noord
| Plaats | Club                       | Wed. | Saldo | Ptn. |
| ------ | -------------------------- | ---- | ----- | ---- |
| 1.     | Eintracht-Franken Nürnberg | 4    | 6:3   | 6:2  |
| 2.     | TuSpV 1883 Nürnberg        | 4    | 7:4   | 5:3  |
| 3.     | VfB Coburg                 | 4    | 3:9   | 1:7  |

|  | Promotie naar Gauliga Bayern 1941/42 |

### Groep Zuid
| Plaats | Club                   | Wed. | Saldo | Ptn. |
| ------ | ---------------------- | ---- | ----- | ---- |
| 1.     | Reichsbahn SSVg Weiden | 4    | 4:3   | 7:1  |
| 2.     | MTV Ingolstadt         | 4    | 10:5  | 5:3  |
| 3.     | TSG Augsburg 85        | 4    | 1:7   | 0:8  |